# Villa Alpina (Argentina)

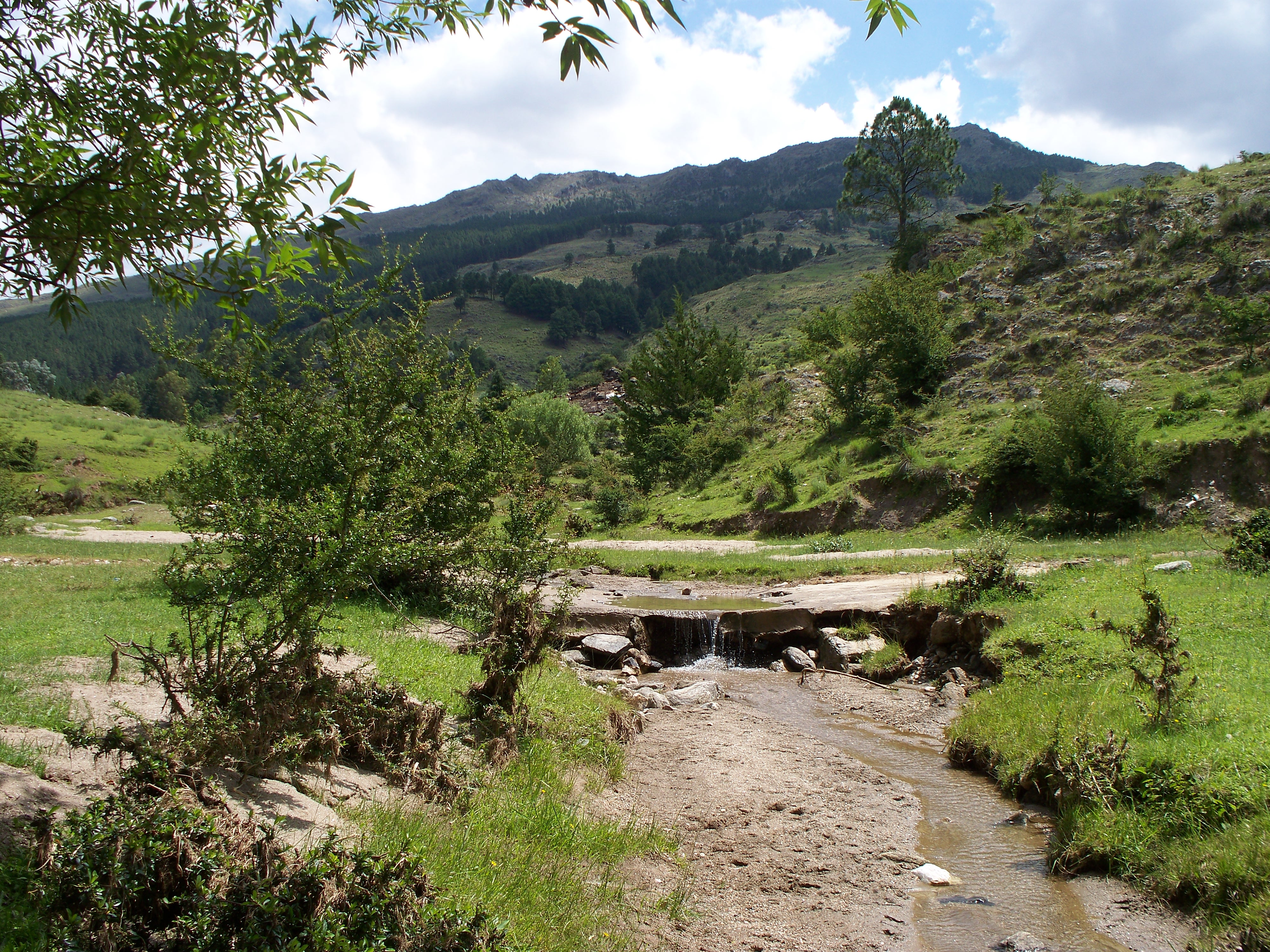
Villa Alpina, Córdoba

Villa Alpina es una localidad argentina ubicada en el Departamento Calamuchita de la Provincia de Córdoba. Se encuentra atravesada por el río Los Reartes, al pie del cerro Champaquí, 30 km al oeste de Villa General Belgrano y su principal vía de acceso es la ruta provincial 210.

## Toponimia
El nombre lo debe a su similitud con los paisajes de los Alpes.

## Historia
El 1946 la familia Storch adquirió al señor Astrada una estancia a la que llamaría cerro Negro, y un año más tarde realizó un loteo de 150 hectáreas que se extendía desde el río Los Reartes hacia el Norte. Al poco tiempo comenzaron a instalarse en el lugar varias familias de origen alemán y quienes plantaron pinos, abedules, sauces, eucaliptos y álamos que hoy forman un paisaje singular. 

## Economía
Sus principales actividades son el turismo y la ganadería.
Sus principales atractivos turísticos además del paisaje son las escaladas al cerro Champaquí, trekking y pesca. 

## Servicios
Cuenta con escuela, enfermería, teléfono y varios alojamientos.

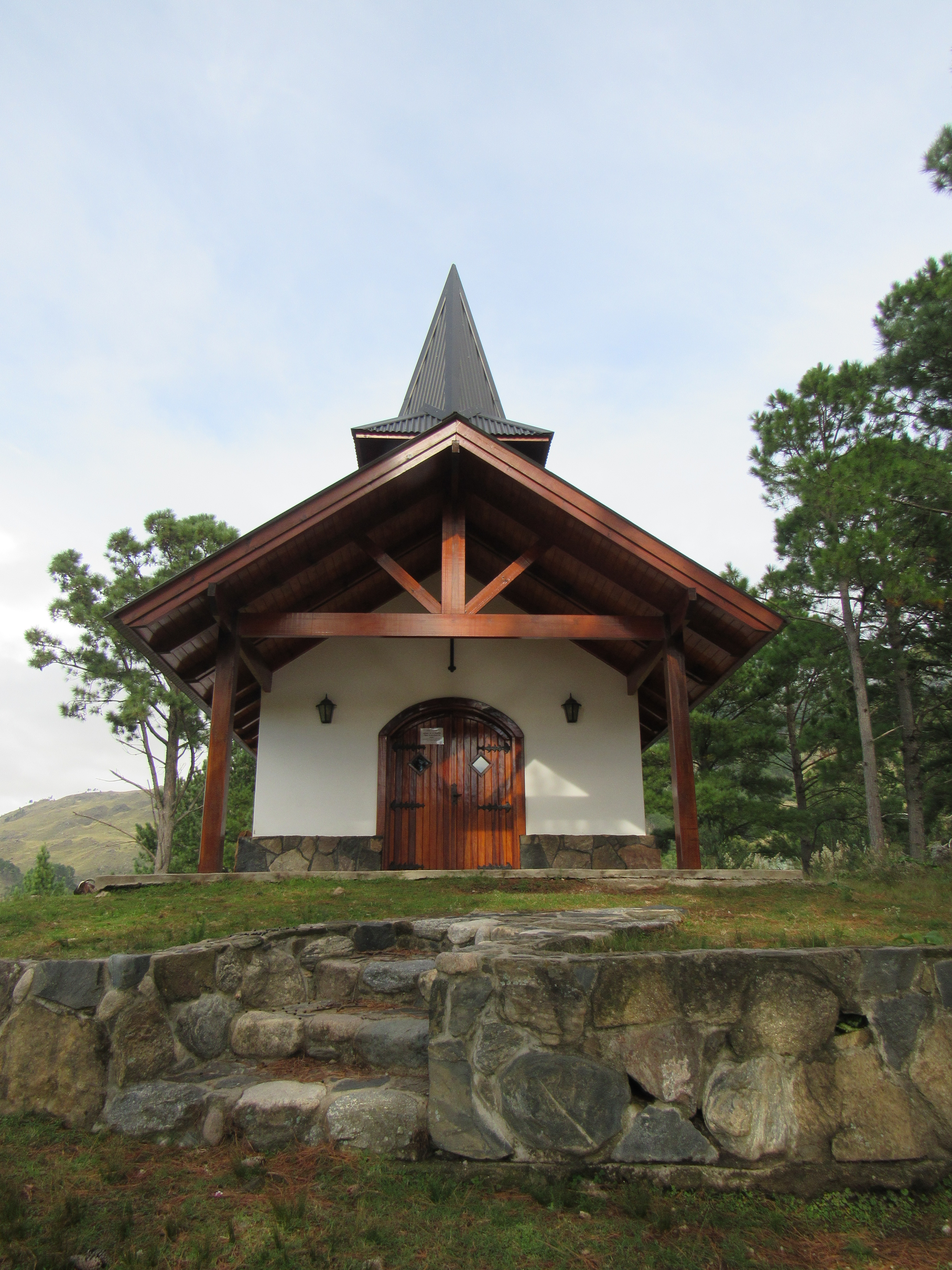
Capilla San Francisco

Además cuenta con la capilla San Francisco de la Iglesia Católica.

## Población
Cuenta con 154 habitantes (Indec, 2010), lo que representa un incremento del 220 % frente a los 48 habitantes (Indec, 2001) del censo anterior.
| Gráfica de evolución demográfica de Villa Alpina entre 1991 y 2010 |
|                                                                    |
| Fuente: Censos nacionales del INDEC                                |